# Eyalet di Bosnia
L'eyalet di Bosnia (in turco Eyalet-i Bosna) o baliaggio di Bosnia (in turco: Bosna Beylerbeyliğ) fu un eyalet dell'Impero ottomano, nell'area della Bosnia-Erzegovina.

## Storia

### La nascita dell'eyalet

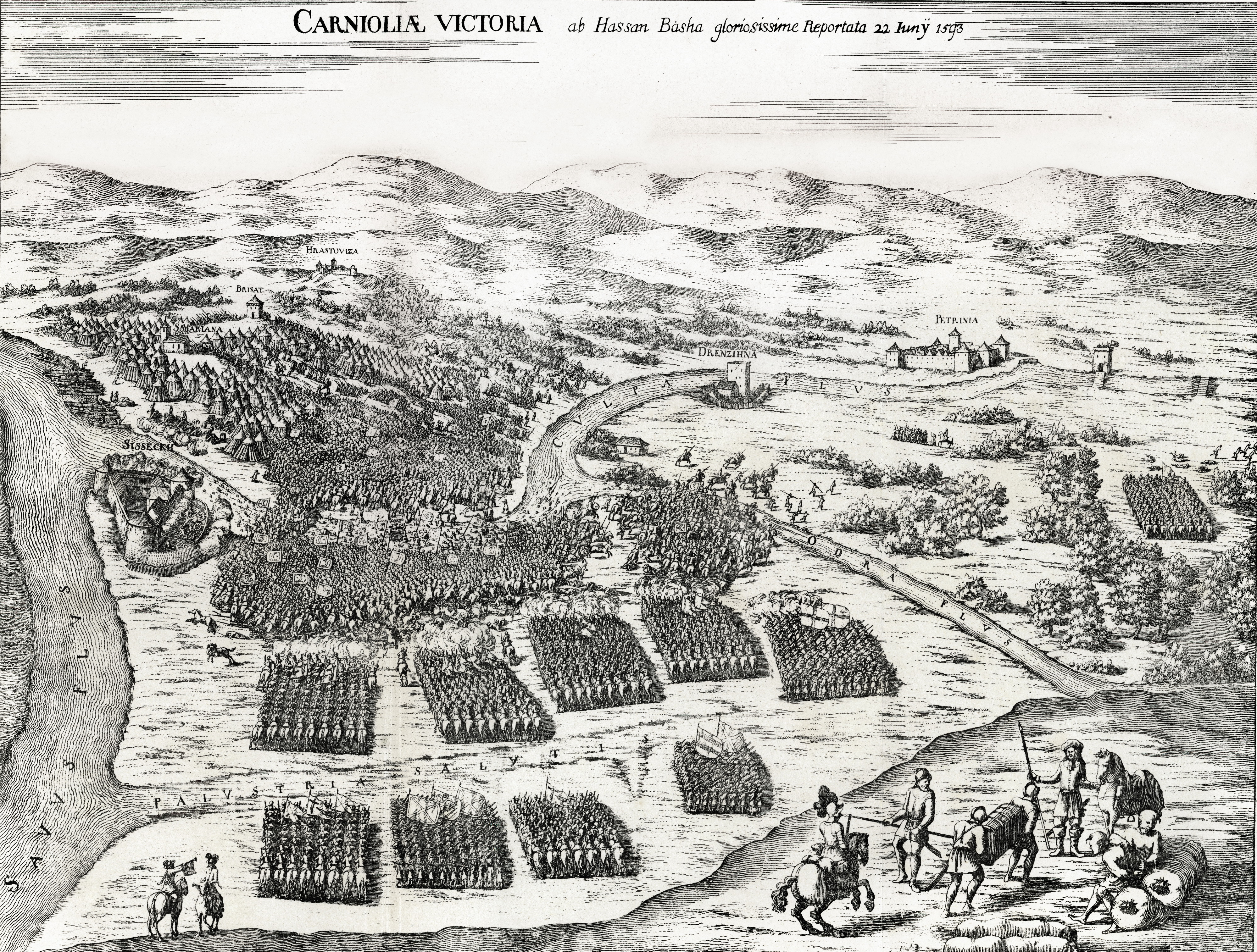
Hasan-paša Predojević guida l'esercito ottomano dall'eyalet di Bosnia nella Battaglia di Sisak nel 1593.

Dopo l'esecuzione di re Stefan Tomašević di Bosnia nel 1463, la parte centrale del Regno di Bosnia venne trasformata nel Sangiaccato di Bosnia, al quale dal 1483 venne aggiunto l'ex Ducato di Erzegovina.
La data della formazione del vero e proprio eyalet di Bosnia è dunque fissata per convenzione al 1580.
Le guerre ottomane in Europa continuarono attraverso questo periodo e il picco di ricchezza e fama della regione venne raggiunto nel 1683 quando venne direttamente coinvolta negli scontri con il Sacro Romano Impero verso l'attacco a Vienna.

### Il declino
La guerra austro-turca che si concluse con la sconfitta ottomana nel 1699 portò ad un decadimento significativo per il territorio dell'Eyalet di Bosnia. Dopo il trattato di Karlowitz, la provincia venne divisa in quattro Sangiaccato (tre dei quali ad ogni modo diminuiti nella loro estensione) ed in dodici capitanati. Prima del trattato di Passarowitz, vennero a formarsi altri 28 capitanati, più della metà dei quali dislocati lungo la frontiera con i domini asburgici. Nel 1703 la sede del pascià venne spostata da Sarajevo a Travnik dal momento che la prima città era stata distrutta da un rovinoso incendio scoppiato durante la guerra. Il pascià rimase nella nuova sede sino al 1850.

### La rivolta bosniaca

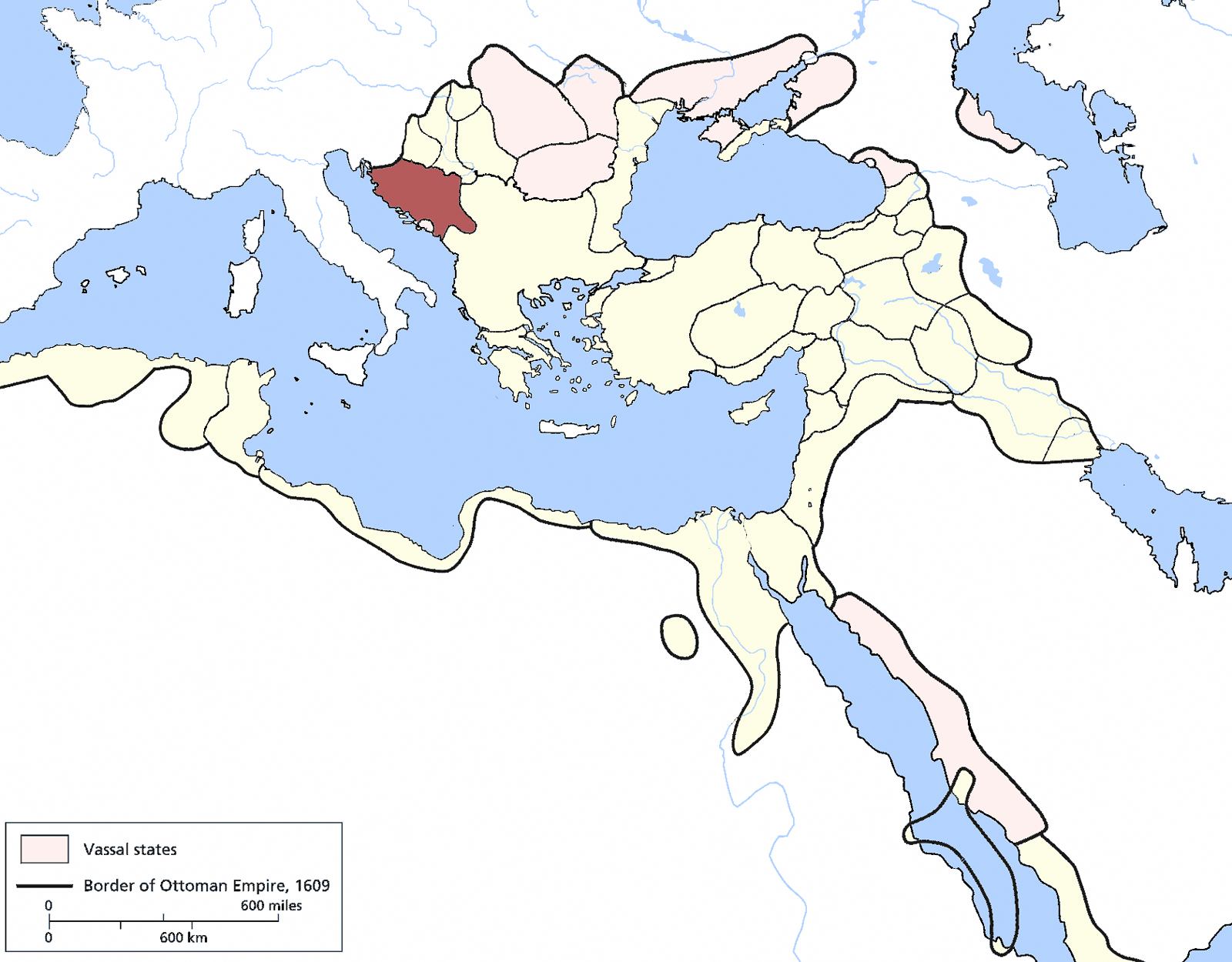
L'Eyalet di Bosnia nel 1609

All'inizio del XIX secolo, la Bosnia era una delle ultime province dell'Impero ottomano verso ovest ed era per questo anche una delle più autonome. Nel 1831, il kapudan bosniaco Husein Gradaščević occupò con i suoi uomini Travnik, richiedendo l'autonomia e la fine dei governatorati militari in Bosnia. Esplodendo dunque le rivalità tra sostenitori dei bey e kapudani, il gran visr riuscì a ricondurre a sé le forze dell'Erzegovina guidate da Ali Agha Rizvanbegović presso Gradaščević. La rivolta venne duramente repressa e nel 1833 venne creato un nuovo Eyalet di Erzegovina derivato dalla parte meridionale dell'eyalet di Bosnia, ed assegnato in governo proprio a Ali Agha Rizvanbegović come contributo per la sua lotta contro i rivoluzionari bosniaci. Questa nuova entità, ad ogni modo, sopravvisse solo alcuni anni: dopo la morte di Rizvanbegovic, il territorio tornò nell'eyalet di Bosnia.
Dopo le riforme amministrative del 1864, il territorio divenne noto come Vilayet di Bosnia.

## Geografia antropica

### Suddivisioni amministrative
| Queste erano le divisioni amministrative dell'eyalet di Bosnia prima del 1699: 1. sangiaccato di Bosnia (Paşa Sancaığı, Sarajevo) 2. sangiaccato di Erzegovina (Hersek Sancağı, Mostar) 3. sangiaccato di Zvornik (İzvornik Sancağı, Zvornik) 4. sangiaccato di Krka-Lika (Kırka Sancağı, Krka-Licca) 5. sangiaccato di Clissa (Kilis Sancağı, Clissa) 6. Pakrac-Cernica (Zaçesne Ocaklılığı, Cernik) 7. sangiaccato di Bihke (Bihke Sancağı, Bihać) | All'inizio del XIX secolo, la Bosnia era composta di 7 Sangiaccati: 1. sangiaccato di Sarajevo 2. sangiaccato di Zvornik 3. sangiaccato di Travnik 4. sangiaccato di Bihać 5. sangiaccato di Novi Pazar 6. sangiaccato di Banja Luka 7. sangiaccato di Erzegovina |

## Governatori
- Sarı Süleyman Pascià
- Osman Gradaščević
- Abaza Mehmed Pascià
- Hasan Predojević
- Husein Gradaščević
- Husein Boljanić
- Ali-paša Rizvanbegović
- Mehmed-beg Kulenović
- Bekir Pascià (1800–01)